# マリリン・バーンズ
マリリン・バーンズ（Marilyn Burns、1949年5月7日 - 2014年8月5日）は、アメリカ合衆国の女優である。

## 経歴
1949年5月7日、ペンシルベニア州エリーに生まれる。テキサス大学オースティン校で学んだ。
『悪魔のいけにえ』や『悪魔の沼』に出演した。
2014年8月5日、テキサス州ヒューストンの自宅で死去。65歳没。

## フィルモグラフィー

### 映画
- 悪魔のいけにえ The Texas Chain Saw Massacre（1974年）
- 悪魔の沼 Eaten Alive（1976年）
- ゾンビパパ Kiss Daddy Goodbye（1981年）
- フューチャー・キル Future-Kill（1985年）
- 悪魔のいけにえ レジェンド・オブ・レザーフェイス Texas Chainsaw Massacre: The Next Generation（1995年）
- 飛びだす 悪魔のいけにえ レザーフェイス一家の逆襲 Texas Chainsaw 3D（2013年）

### テレビ映画
- ヘルター・スケルター Helter Skelter（1976年）